# Muscaliet
Een muscaliet is een fruitetend fabeldier dat het lichaam heeft van een haas (maar dan kleiner), de benen en de staart van een eekhoorn, de oren van een wezel en de snuit van een mol. Het heeft slagtanden zoals een everzwijn en zijn huid is borstelig zoals dat van een varken. Het klimt in bomen en springt van tak naar tak door gebruik te maken van zijn staart. Wanneer het een boom inklimt, vernietigt de muscaliet het gebladerte en het fruit. Onder de wortels van een boom maakt het zijn nest. Zijn natuurlijke warmte zorgt ervoor dat de boom uitdroogt en sterft.